# Метастронгільоз
Метастронгільоз (англ. Metastrongylosis) — гельмінтоз із групи нематодозів, який перебігає переважно з ознаками бронхіту, бронхопневмонії.

## Актуальність
Гельмінт рідко уражає людей.

## Етіологія

### Морфологія
Метастронгільоз спричинюють нематоди Metastrongylus elongatus, M. salmi, M. pudendotecsus з родини Metastrongilidae. Це тонкі, середньої величини нематоди. Самці завдовжки 12–26 мм, самки — 20–51 мм. Характерні морфологічні ознаки цих нематод — довгі ниткоподібни спікули у самців (особливо у M. elongates) і кутикулярний надвульварний клапан.

### Цикл розвитку
Метастронгіліди — біогельмінти. Вони розвиваються за участю заключних хазяїв (свиней) та проміжних — дощових черв'яків. Самки відкладають яйця в просвіт бронхів свиней, вони виділяються з мокротинням в глотку, заковтуються, а далі потрапляють в шлунково-кишковий тракт і разом з випорожненнями виділяються у довкілля. Іноді в калі чи землі з яєць можуть утворюватись личинки, які виживають в калі або вологому ґрунті протягом тривалого періоду часу. Яйця або личинки разом із землею потрапляють у стравохід дощових (земляних) черв'яків. Після поглинання дощовими черв'яками личинки здатні розвиватися до третьої інфекційної стадії приблизно за 10 днів. Потім вони залишаються неактивними в організмі дощового черв'яка аж до 18 місяців. Тисячі личинок можуть накопичуватися в одному дощовому черві, ймовірно, без шкоди для нього. Свині заражаються при проковтуванні дощових черв'яків, що містять інвазовані личинки, які проникають через слизову кишечника, мігрують через лімфатичну та венозну кров і досягають легенів. Там вони локалізуються, виростають до зрілості й починають виділяти яйця приблизно через 25 днів після зараження. Свині стають активними джерелами інвазії приблизно через місяць. Свого часу метастронгілід помилково вважали важливими у передачі вірусу грипу свиням.

## Епідеміологічні особливості
Джерелом інфекції в основному є свині, велика та мала рогата худоба. Тяжкі форми хвороби трапляються переважно у молодих свиней старше шести тижнів. Старі особини, що перенесли інвазію раніше, можуть тривалий час залишатися зараженими, забруднюючи фекаліями, що містять яйця, довкілля. Зараження поширене в районах, де свиней вирощують на відкритому повітрі з доступом до ґрунту. Хвороба виникає від вживання м'ясних страв, які були приготовлені в домашніх умовах з використанням потроху.

## Патогенез
В основі його як у людей, так й у тварин — сенсибілізація гельмінтами та механічне пошкодження тканин. Виникають бронхіти, трахеїти, пневмонії, ателектаз, емфізема легень легень. Яйця гельмінтів при форсованому диханні потрапляють у бронхіоли, обумовлюючи їх травматизацію, а, іноді, й перфорацію. Зрілі гельмінти нерідко стають причиною закупорки бронхів. При міграції личинки пошкоджують стінку кишечника, лімфатичні вузли, судини та легеневу тканину. Патогенна мікрофлора проникає через тканини, ушкоджені личинками. Личинки нематод, що знаходяться в крові, продукти їхнього обміну та розмноження (особливо при повторному зараженні) спричинюють алергічні реакції.

## Клінічні прояви
Ознаки захворювання людини на перших стадіях зараження практично ніяк не виявляються. Хворий може скаржитися на кашель, відсутність апетиту, поступове зменшення ваги. Хронічні бронхіти та бронхопневмонія — один із характерних симптомів метастронгільозу.

## Діагностика
Діагноз встановлюється виявленням у калі та мокротинні яєць гельмінтів, іноді в мокротинні виявляються й самі гельмінти.

## Лікування
Слід використовувати мебендазол, альбендазол, пірантел. Мебендазол призначають 2 дні поспіль по 0,1 г 2 рази на день через 1 годину після прийому їжі. Альбендазол застосовують по 0,4 г на добу одноразово чи в 2 прийоми після вживання їжі. При інтенсивній інвазії призначається 2-3 дні поспіль. Пірантел призначають по 0,01 г/кг маси тіла під час або після вживання їжі одноразово чи поділивши дозу на 3 прийоми, при інтенсивній інвазії — 2-3 дні поспіль.

## Профілактика
Комплекс заходів включає знезараження довкілля, профілактичну дегельмінтизацію свиней та рогатої худоби. Тварин слід не пускати на ті місця, де є дощові черв'яки. Свині, що мешкають у приміщеннях, на метастронгільоз не хворіють. Застосовуються антигельмінтні препарати у свиноматок до опоросу, а потім переміщують їх на чисті від дощових черв'яків пасовища.